# Grmača
Grmača, grmica, grmovača ili grmačica (lat. Armillaria tabescens) je jestiva i vrlo ukusna gljiva iz roda Armillaria. Raste u većem broju primjeraka zajedno zbijenih u busen, i to od lipnja do rujna. Nalazimo je u Europi, Sjevernoj Africi, Aziji i istočnom dijelu SAD. Klobuci stoje jedan nad drugim. Žućkasto su smeđe boje, zvonastog oblika, te su pokriveni nešto tamnijim bradavičastim vlakancima. Stručak je u donjem dijelu crnkast, a gornji je dio pak svijetle smećkasto bijele boje. Listići s donje strane klobuka su najprije blijedo crvenkasti a kasnije smeđe boje. U Kini se smatra i ljekovitom gljivom. U mraku navodno svijetli,kao i srodna joj puza.

## Opis
- Klobuk grmače je širok od 4 do 6 centimetara, mesnat, ispočetka malo sveden, s vremenom raširen, redovito ispupčen, najprije uvijena, zatim ugnuta i istrgana oboda, žućkastosmeđe boje; u odnosu prema staništu sad svjetliji sad tamniji, a pod lišćem blijedožućkaste boje s crvenkastim daškom, redovito pokriven manje-više tamnijim čehavim vlaknima, koja se kasnije skupljaju u čuperke i uzdižu prema gore; u vrijeme suše rub ispuca.
- Listići su prilično široki, rjeđi pomiješani s kraćima, na oba ruba uži, najprije blijedocrvenkasti, gotovo bijeli, zatim žućkastosmeđi.
- Stručak je visok od 5 do 8 centimetara, širok 1 cm, ponekad i šupalj, svilenkasto vlaknast, prema vrhu bjelkast i žućkast; uglavnom ima boju kao i klobučić, prema dnu redovito uljanocrn.
- Meso je bijelo, prema dnu stručka crvenkasto, miris nenapadan, ukus dobar.
- Spore su jajolike, glatke, 8 – 9 x 5 –6 μm.

## Stanište
Raste u bjelogoričnim šumama i parkovima od ljeta do jeseni na trulom korijenju, osobito hrasta, prividno natlu; iz zajedničkog dna izbija mnoštvo plodnih tijela.  

## Upotrebljivost
Puza je jestiva, izvanredno dobra.

## Sličnosti
Grmača je naša vrlo poznata gljiva, međutim, postoji čitava zbirka narodnih naziva, osobito na tržnicama gdje se prodaje. Zamjenjuje se jestivom puzom (lat. Armillaria mellea) koja ima trajan prsten na stručku i mnogo je kompaktnija i većih dimenzija; također se zamjenjuje panjevčicom (lat. Pholiota mutabilis) koja ima na stručku slabašan prsten, a raste u višim predjelima (Gorski kotar, Sljeme) na bukovim panjevima. Ne postoji nikakva opasnost od zamjene s otrovnim gljivama. 

## Slike
|  |  |  |  |  |
|  |  |  |  |  |